# Paul Sun-Hyung Lee
Paul Sun-Hyung Lee (Daejeon, 16 augustus 1972) is een Canadees acteur geboren in Zuid-Korea. Hij speelde in diverse films en series, waaronder Ice Princess, The Mandalorian en Avatar: The Last Airbender.

## Filmografie

### Film
- 1996: Harriet the Spy, als Bruno Hung Fat
- 2001: Khaled, als kruidenier
- 2005: Ice Princess, als vader van Tiffany Lai
- 2006: One Way, als hotelreceptionist
- 2007: P2, als man in lift
- 2014: RoboCop, als Omnicorp-technicus
- 2015: End of Days, Inc., als Mort
- 2020: Kitty Mammas, als Dr. Han
- 2024: The Second, als Philip
- 2024: Night of the Zoopocalypse, als Felix (stemrol)

### Televisie
- 1995: Where's the Money Noreen?, als Gene Kajikawa
- 1999: Total Recall 2070, als bediende
- 2002: Soul Food: The Series, als Dan lee
- 2002: Doc, als Orderly
- 2002: Tagged: The Jonathan Wamback Story, als dokter
- 2003: Profoundly Normal, als dokter
- 2003-2005: Train 48, als Randy Ko
- 2004: Kevin Hill, als Phil Steckler
- 2005: This Is Wonderland, als Mr. Phan
- 2005: 1-800-Missing, als Dr. Winston Nakano
- 2006: Billable Hours, als Paul
- 2006: Between Truth and Lies, als D.A. Lee
- 2007: The Jane Show, als dokter
- 2007: Mayday, als kapitein Park Yong-chul
- 2008: Little Mosque on the Prairie, als luchthavenbeveiliger
- 2010: Covert Affairs, als Theo Will
- 2010-2011: Degrassi: The Next Generation, als Juan Tong
- 2016-2021: Kim's Convenience, als Sang-II Kim (Appa)
- 2017: Dark Matter, als Dr. Borsin
- 2019-2022: Abby Hatcher, als chef Jeff (stemrol)
- 2019: The Bravest Knight, als de drankjesmaker (stemrol)
- 2020-heden: The Mandalorian, als kapitein Carson Teva
- 2021: Private Eyes, als chef Andre
- 2021: Bakugan: Geogan Rising, als Spartillion (stemrol)
- 2021: Boyfriends of Christmas Past, als Leo Kim
- 2022: The Book of Boba Fett, als kapitein Carson Teva
- 2022: The Kids in the Hall, als Mr. Lewis
- 2023: Ahsoka, als kapitein Carson Teva
- 2024-heden: Avatar: The Last Airbender, als Iroh
- 2024: Run the Burbs, als Venron Park
- 2024: Go Togo, als Sparks (stemrol)
- 2024-2025: Murdoch Mysteries, als inspecteur Albert Choi

### Computerspellen
- 2006: Rainbow Six: Vegas, als Jung Park
- 2008: Rainbow Six: Vegas 2, als Jung Park